# Wilhelm Dürr der Ältere

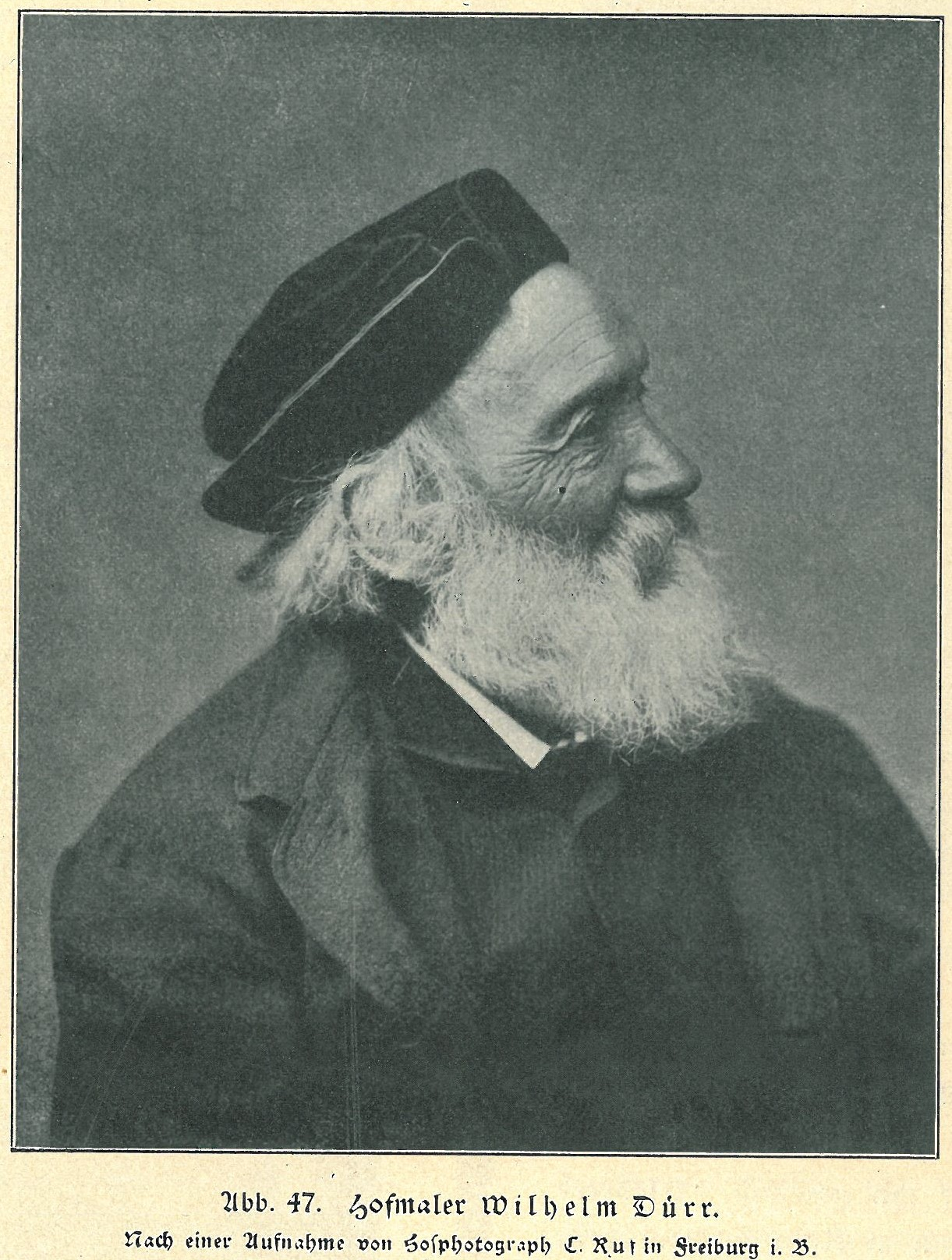
Wilhelm Dürr der Ältere: Portraitfoto von Conrad Ruf, um 1870/80

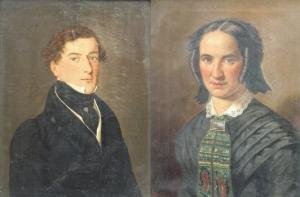
Johann Nepomuk Bader und Kunigunde Bader von Wilhelm Dürr dem Älteren, 1854

Wilhelm Dürr (* 9. Mai 1815 in Villingen; † 7. Juni 1890 in München; genannt: der Ältere) war ein deutscher Maler.

## Leben
Auf Betreiben seines Vaters Fidelis Dürr, Musiklehrer und Chorregent am Villinger Münster, kam er 1830 an die Kunstakademie in Wien. Dort lernte er zunächst die Genremalerei. Seine Vorbilder waren Josef Danhauser, Johann Matthias Ranftl und Peter Fendi. Er arbeitete dann im Atelier von Leopold Kupelwieser, wo er sich für Historienmalerei begeisterte und sich den Nazarenern zuwandte.
Er war zweimal in Rom; zunächst zwei Monate im Jahre 1839, im Jahr darauf 1840 erfolgte nach dem Besuch der Städte Venedig und Bologna ein Aufenthalt in Rom bis 1842. Dort schloss er sich der Gruppe um Ernst Deger, Franz Ittenbach, Andreas und Karl Müller an, die zusammen die Apollinariskirche in Remagen bemalt hatten. Eine spezielle Begegnung war die mit dem Maler Carl Rahl, der ihm beim Baden im Nemisee das Leben gerettet haben soll.
Infolge einer Krankheit kehrte er 1843 nach Baden zurück und nahm seine Wohnung in Freiburg, wo er 1844 Berta Gruny heiratete. 1847 gehörte er zu den Gründungsmitgliedern der Freiburger Künstlergesellschaft Ponte Molle.
In der Folgezeit bekam er Aufträge für zahlreiche Altargemälde in badischen und elsässischen Kirchen. 1852 wurde er zum Hofmaler ernannt. Neben Porträts des Fürstenhofs fertigte er Kupferstiche, so für Johann Peter Hebels Alemannische Gedichte.

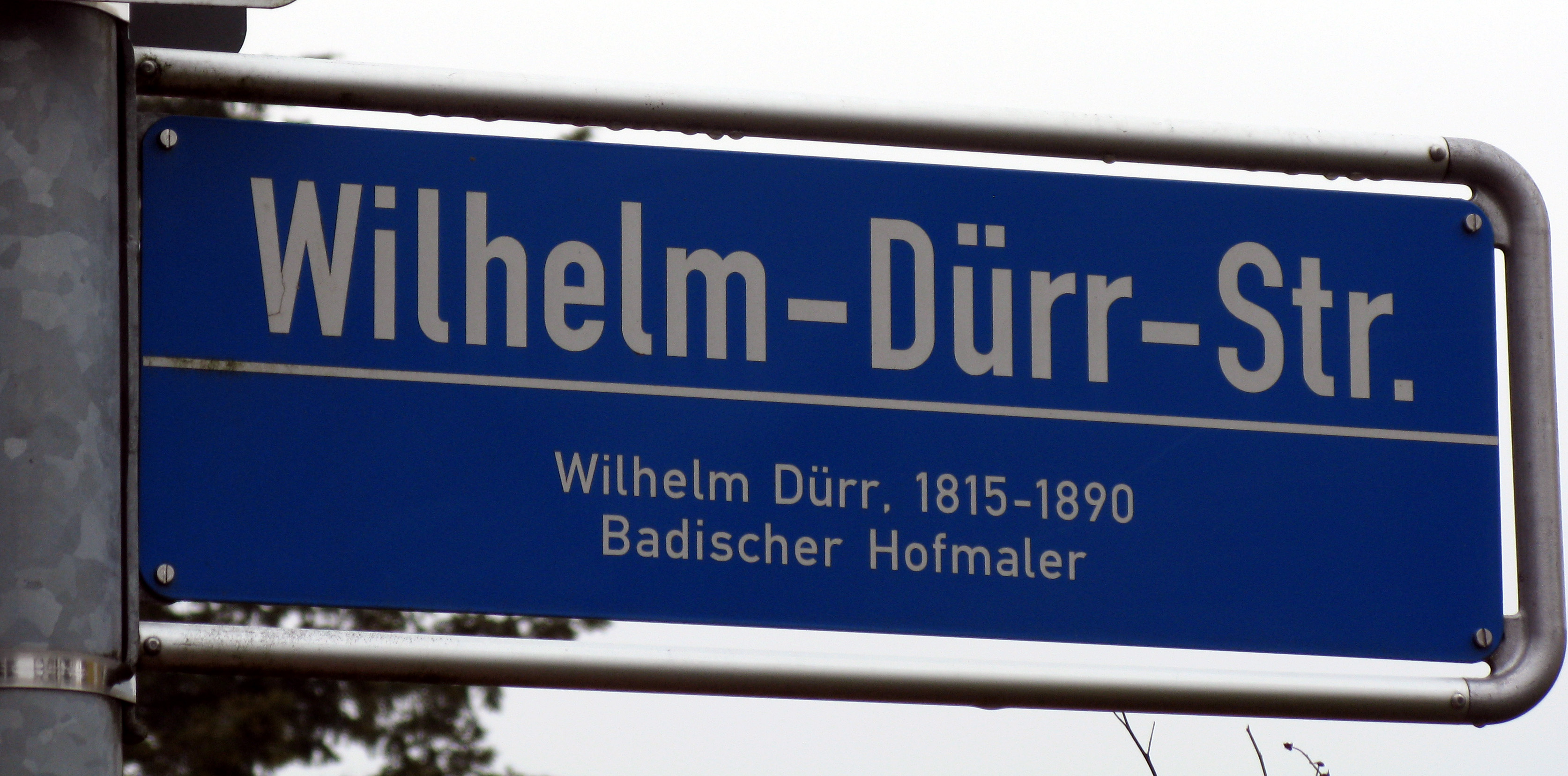
Wilhelm-Dürr-Straße in Freiburg

1874 wurde er mit dem Ritterkreuz I. Klasse vom Zähringer Löwenorden ausgezeichnet. 1887 zog er zu seinem ebenfalls als Künstler tätigen Sohn Wilhelm (* 24. August 1857; † 23. Februar 1900) nach München und verstarb dort 1890. Sein Grab befindet sich auf dem Alten Nördlichen Friedhof.
Große Teile des graphischen Nachlasses und mehr als 30 Gemälde befinden sich im Augustinermuseum in Freiburg. Weitere Werke besitzt das Franziskanermuseum Villingen-Schwenningen. Im Freiburger Stadtteil Waldsee ist eine Straße nach ihm benannt.

## Stil
„Er war kein Colorist. Trotz einer conventionellen Behandlung, die man seinen Bildern nicht mit Unrecht vorwarf, verrathen sie doch Wärme des Gefühls und volle Hingabe an den Gegenstand der Darstellung“

## Werke (Auswahl)

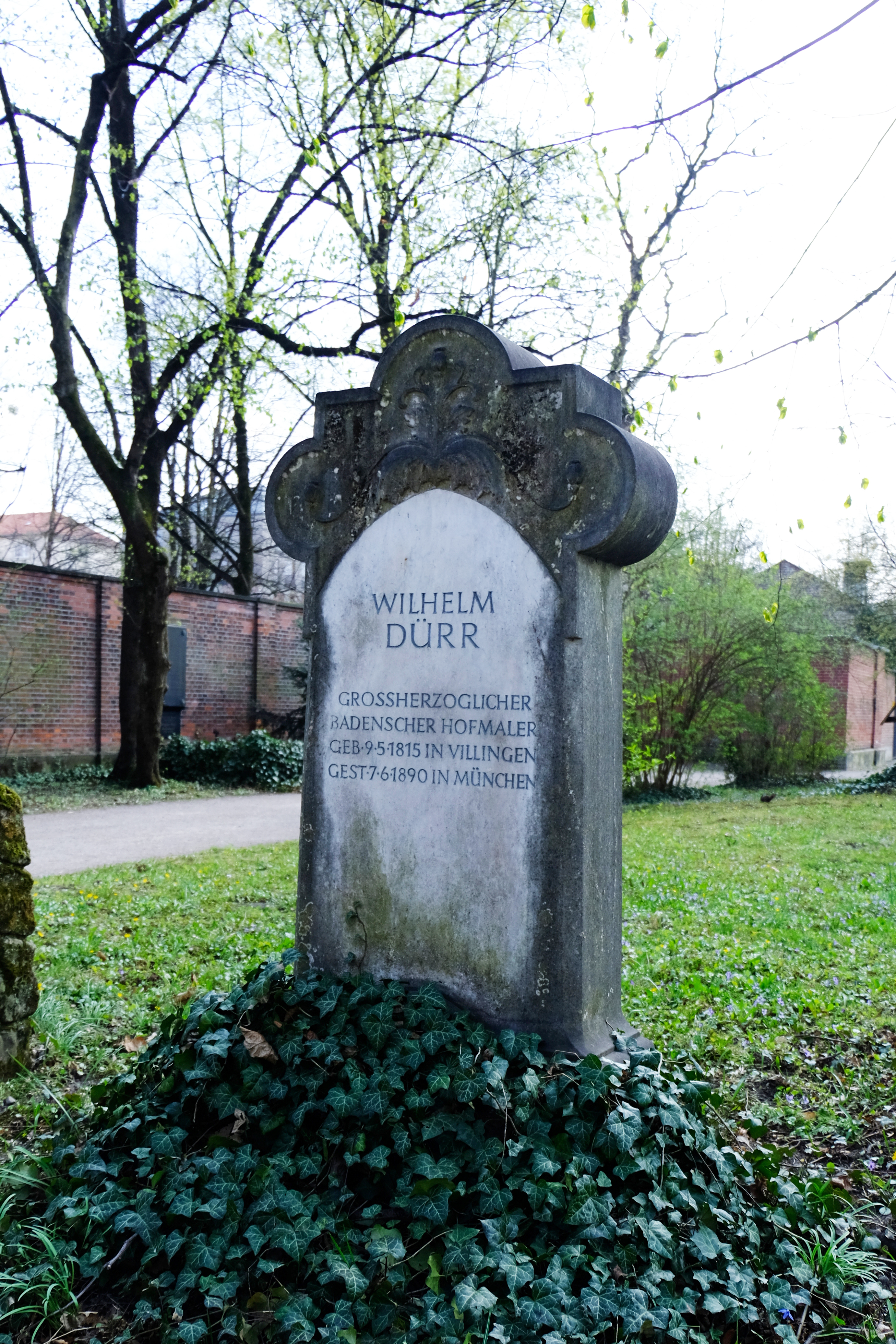
Grabstelle von Wilhelm Dürr auf dem Alten Nordfriedhof in München

- Die vier Evangelisten und Himmelfahrt Christi, Ludwigskirche Freiburg
- Der heil. Laurentius, Kirche in Kenzingen
- Laurentius auf dem Weg zum Feuertod auf dem Rost, Kirche zu Neudenau
- Christus segnet die Kinder, Pfarrkirche zu Villingen
- St. Bonifazius die Taufe erteilend, Fürstliche Kunstsammlung in Donaueschingen
- Pfalzgraf Friedrich der Siegreiche und die derbe Warnung, Bleistift, Kreiden, Aqu.- und Deckfarben auf Karton, Staatliche Kunsthalle Karlsruhe
- St. Gallus predigt den Alemannen am Bodensee das Evangelium, Öl/Lw., 1861, Staatliche Kunsthalle Karlsruhe
- Jakobus tauft Josua und Mariä Verkündigung, 1866, Pfullendorf, St. Jakob
- Karlsruher Künstler in einer Gemälde-Ausstellung, 1882, Öl a. Lw., Augustinermuseum
- Krönung der Maria und eine Pietá (Kolossalbild in der Kirche zu Schliengen)
- Kreuzbild des Hochaltars, Öl/Lw., 1880, St. Veit, Dittigheim bei Tauberbischofsheim
- Altargemälde St. Blasius, Auffahrt Christi und St. Fridolin (Triptychon), 1880, Dom St. Blasien[1]
- Ecce-Homo-Darstellung am linken Seitenaltar (1862) sowie Josefbildnis (1870, heute: Westwand der Sakristei), Pfarrkirche St. Blasius im Glottertal[2]